# Autopista Valles del Biobío

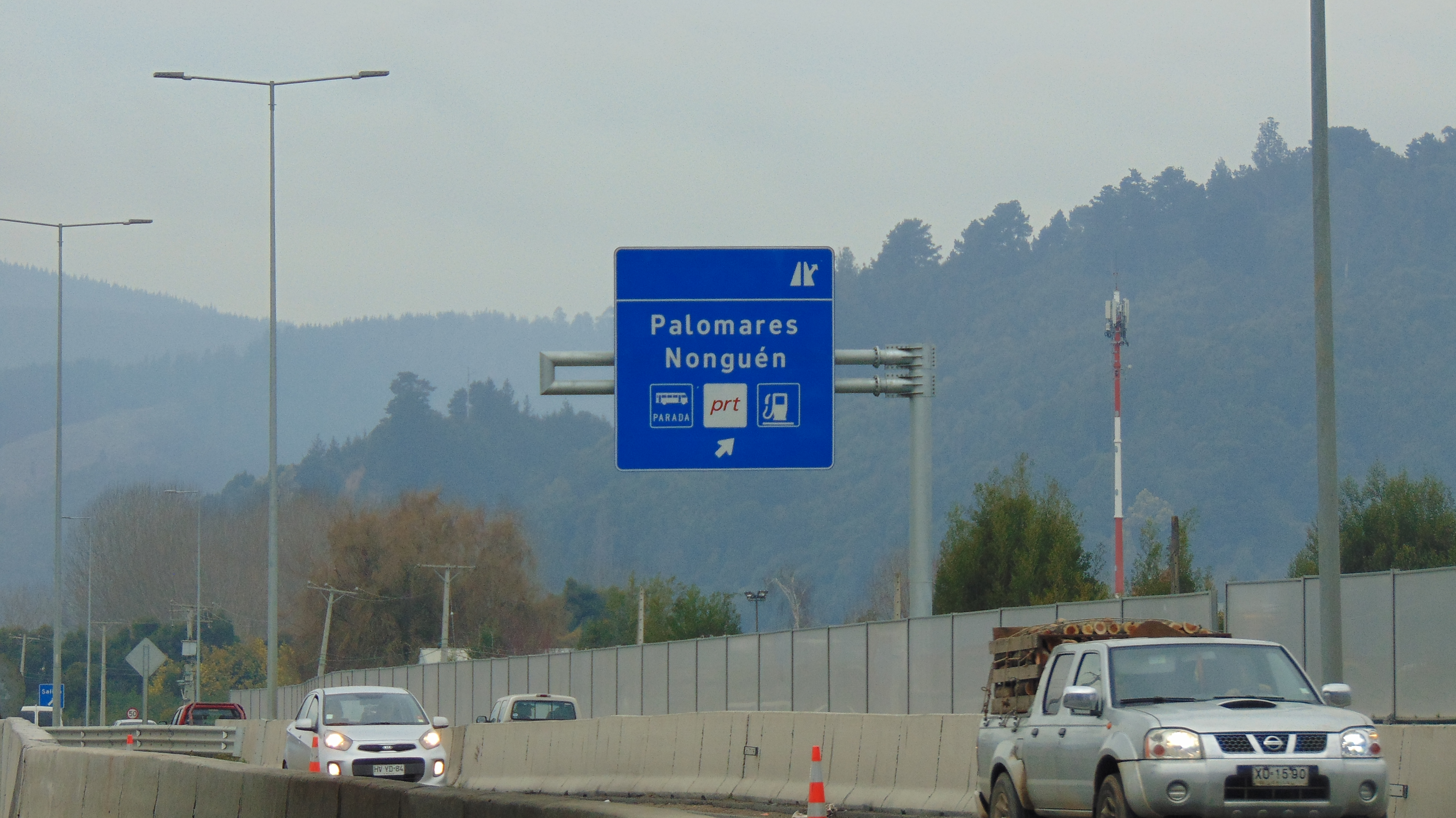
Autopista Valles del Biobío, (Ruta CH-146) sector salida Palomares-Nonguén, Concepción, Chile

Autopista Valles del Biobío es la denominación de una autopista chilena de peaje que recorre la Ruta 146 de la Región del Biobío y la Ruta O-97-N de la Región de Ñuble, abarcando las comunas de Concepción, Florida, Yumbel, Cabrero y Yungay en la zona central de Chile. 
La construcción de la autopista se inició el lunes 24 de septiembre del 2012 bajo la concesión Sociedad Concesionaria Valles del Biobío S.A.. En junio de 2016 fueron habilitadas provisoriamente las nuevas calzadas, y a partir de agosto de ese año comenzó a realizarse el cobro de la tarifa de los peajes Huinanco y Puentes Negros.

## Descripción del proyecto
Tomando en cuenta la importancia de la Región del Biobío, la cual posee el área metropolitana Gran Concepción, además de actividades económicas tales como: siderurgia, agricultura tradicional, industria de celulosa, actividad forestal, generación de electricidad, entre otras, se acogió como iniciativa privada que propone mejorar en forma sustancial la conectividad de la región, el proyecto de Concesión Autopista Concepción-Cabrero.

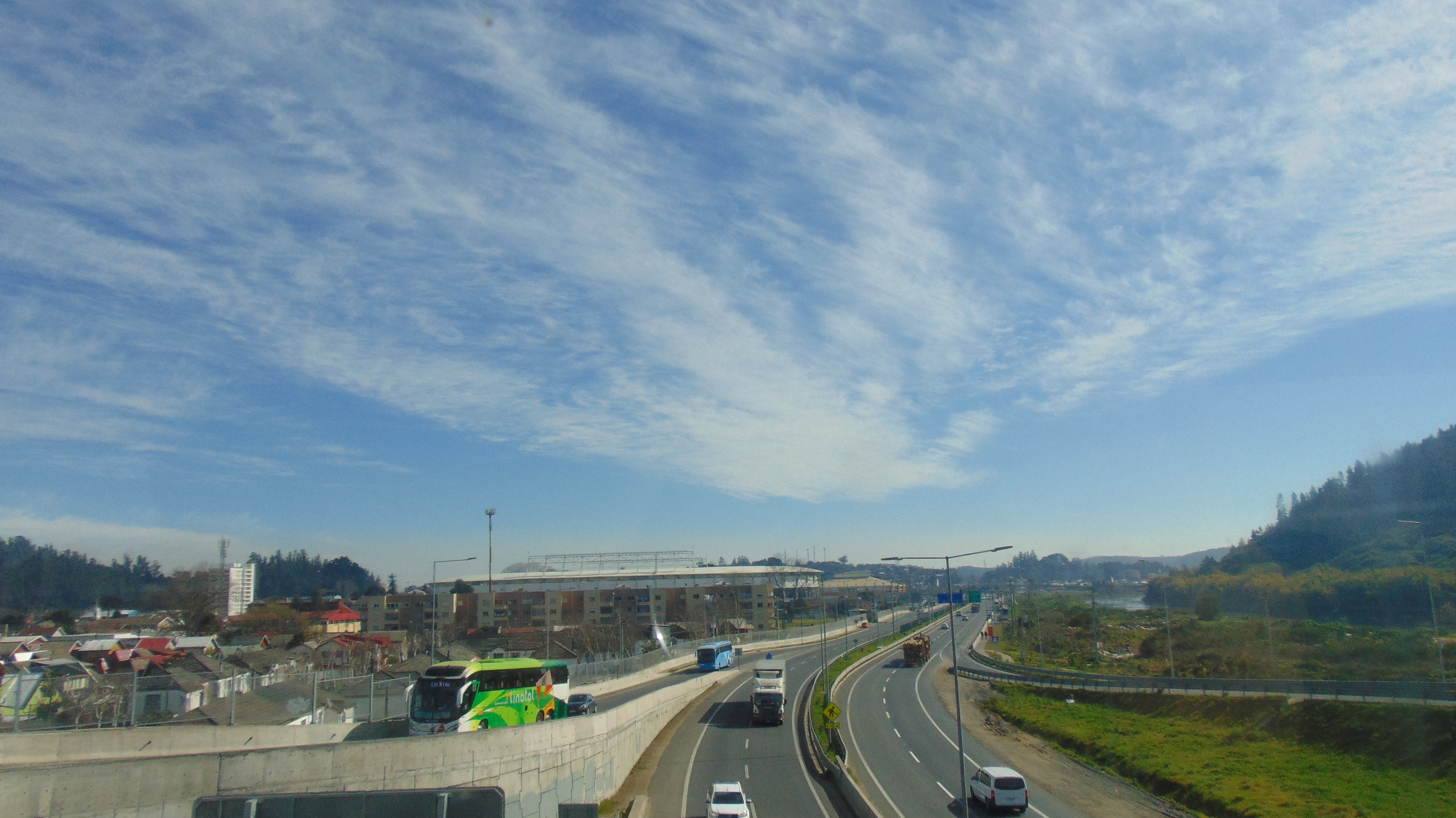
Sector Collao desde Autopista Valles del Biobío, (Ruta CH-146) salida Palomares-Nonguén, Concepción, Chile

Como parte del proyecto, se define un eje vial principal, el cual se proyecta desde el acceso central a Concepción hasta la Ruta 5 Sur, en la ciudad de Cabrero (a través de las Rutas CH-148 y O-50). El proyecto propone la ampliación a doble calzada de un tramo de la Ruta 148 y la Ruta O-50 (que pasaron a formar la Ruta 146), segregación de la carretera, emplazamiento de enlaces desnivelados en los principales cruces, mejoramiento del estado de las calzadas, entre otros.
Adicionalmente, se adoptó la inclusión en el proyecto de la rehabilitación y pavimentación del camino O-97-N, entre la Ruta 5 Sur y Cholguán, Región de Ñuble, que complementa el eje anterior.